# آفینگهاوزن
آفینگهاوزن (به آلمانی: Affinghausen) یک شهر در آلمان است که در دیفلتس واقع شده‌است. آفینگهاوزن ۸۹۰ نفر جمعیت دارد.